# 278 Пауліна
278 Пауліна (278 Paulina) — астероїд головного поясу, відкритий 16 травня 1888 року Йоганном Палізою у Відні.